# Жан Афанасиев
Жан Афанасиев (на френски: Jean Afanassieff) е френски алпинист и режисьор от руски произход, смятан за един от най-добрите катерачи на своето поколение.
На 15 октомври 1978 г. той е един от първите французи, изкачили върха на Еверест, с Пиер Мазо и Никола Жеже, придружени от австриеца Курт Димбергер, височинен оператор.

## Биография
Роден е на 17 февруари 1953 в Париж. Внук е на руски емигрант от 1917 г., избягал от Крим, син е на инженера Игор Афанасиев.
Той открива катеренето със семейството си във Фонтенбло, преди родителите му да го запишат на четиринадесетгодишна възраст във Френския алпийски клуб. На осемнадесет години отива в Шамони, където прави няколко първи солови изкачвания. Ставайки високопланински водач на двадесетгодишна възраст, член на сдружението на водачи в Шамони, той е първият, който изкачва връх Рос на островите Кергелен с Патрик Кордие през 1975 г. Същата година той основава с Патрик Кордие, Жил и Патрис Боден независимата асоциация на водачите на Монблан (AIGMB). На 15 октомври 1978 Жан Афанасиеф, Никола Жеже и Пиер Мазо стават първите трима французи, изкачили върх Еверест. Тогава Жан Афанасиев и Никола Жеже правят първото спускане от Еверест със ски, от надморска височина 8300 метра. Това ски спускане (с въжени връзки) се извършва без кислород.
Жан Афанасиев заснема експедициите, в които участва, включително четири експедиции на осемхилядници: Еверест, К2, Броуд Пик и Нанга Парбат, две във Фицрой в Андите на Аржентина и Чили. След като се отдалечава от алпинизма, пътува с шхуната Antarctica около Антарктида и се посвещава на новата си професия на режисьор на документални филми. Прави документални филми на различни теми, включително в Русия, откъдето произхожда семейството му. Създава около 40 документални филма с разнообразна тематика: далечни и екзотични страни, редки представители на земната фауна, полярни изследвания, гмуркане и леководолазно дело, спорт, знаменити алпинисти: Жан-Марк Боавен, Ерик Ескофие, Жорж Ливанос, Лин Хил, Гари Хеминг, Робер Параго, Люсиен Берардини, Гидо Маньон.
Жан Афанасиев умира от рак на панкреаса на 10 януари 2015 в Париж на 61-годишна възраст.

## Изкачвания

### Самостоятелни премиери
- 1971 – Швейцарският път по южната стена на Егюий дю Пус (Aiguille du Pouce), 2873 m, една от Aiguilles Rouges
- 1971 – кулоарът Кутюрие (Couloir Couturier) на Егюий Верт (Aiguille Verte)
- 1971 – кулоарът Кордие (Couloir Cordier) на Егюий Верт
- 1972 – Североизточното ребро на Монт Егюий
- 1972 – Северното ребро (Éperon nord) на Поант Кро (Pointe Croz), 4110 m, на Гранд Жорас
- 1973 – реброто Турние (Éperon Tournier) на Северната стена на Егюий дю Миди
- 1973 – Северна стена на Егюий бланш дьо Пьотре (Аiguille Blanche de Peuterey)
- 1973 – реброто Кузи (Éperon Couzy) на Северната стена на Ле Дроат (Les Droites)

## Филмография (частично)
- 2012 Les Alpes vues du ciel
- 2011 Les Piolets d'or
- 2011 Chroniques de Sibérie
- 2010 Océanographie spatiale
- 2009 La Route des Sherpas
- 2009 Aletsch, le magnifique
- 2008 Tank sur la Lune (histoire du premier véhicule lunaire, le Lunokhod)
- 2007 Gazprom, la bombe G (Russie-Sibérie)
- 2006 Odyssée sibérienne (le reportage de l'expédition de Nicolas Vanier)
- 2006 Grand duel du sport : Escrime Laura Flessel-Timea Nagy
- 2006 Dérive polaire, Tara (pôle Nord)
- 2006 Chamonix, les sommets de la science
- 2005 Série le Monde en marchant (Yémen, Vietnam)
- 2005 Grand duel du sport : Himalaya, Grande-Bretagne/Allemagne, Everest/Nanga Parbat (Grand prix du festival sportif de Forges-les-Eaux)
- 2005 Grand duel du sport : Apnée (Pipin - Pelizzari)
- 2004 Chasseurs de mammouth (Sibérie)
- 2003 Amba, le tigre de l'Amour (Sibérie)
- 2002 Le destin du Koursk (Ancre d’or 2002, Grand prix du Festival international du film maritime et d’exploration de Toulon)
- 2001 Chasseurs de météorites (Sibérie)
- 2000 Peuples de la steppe et de la taïga (Sibérie)
- 1999 Aral, mer de la soif (Prix de l'environnement de Berlin)
- 1998 Everest à tout prix
- 1997 La cordée des voyous (Paragot - Berardini)
- 1997 Guido Magnone, l'Artiste
- 1996 Gary Hemming
- 1996 Chamonix fait son cinéma
- 1996 Baïkal, le lac immortel
- 1995 Les gens du BAM (Baïkal-Amour Magistrale) Sibérie
- 1995 Yellowstone
- 1994 Le Grec (Portrait de Georges Livanos)
- 1994 La maîtresse du vide (première ascension du Nose en libre par Lynn Hill)
- 1993 Kamtchatka, les volcans (Sibérie)
- 1993 Peuples du Kamtchatka (Sibérie)
- 1991 Guide au féminin
- 1990 Antarctica (navigation Antarctique)
- 1980 - 1990: films d'expédition et portraits de Jean-Marc Boivin, Éric Escoffier

## Отличия
- Кавалер на Почетния легион (1979) [4]
- Кавалер на Националния орден за заслуги

Жан Афанасиев е носител на престижни награди от най-големите форуми на документалното кино по света, сред тях Голямата награда от Международния фестивал за морски филми в Тулон през 2002 г. за филма „Курск“, наградата за екология от Международния филмов фестивал в Берлин през 1999 г. за филма „Арал – море от жажда“, и други.